# Graphisches Viertel
Das Graphische Viertel ist ein Teil der Leipziger Ostvorstadt in Randlage zur Innenstadt und gehört zum Stadtbezirk Mitte. Es befindet sich ungefähr zwischen dem Hauptbahnhof, dem ehemaligen Eilenburger Bahnhof und dem Bayerischen Bahnhof und gehört damit zu den Ortsteilen Zentrum-Ost und Zentrum-Südost.

## Geschichte

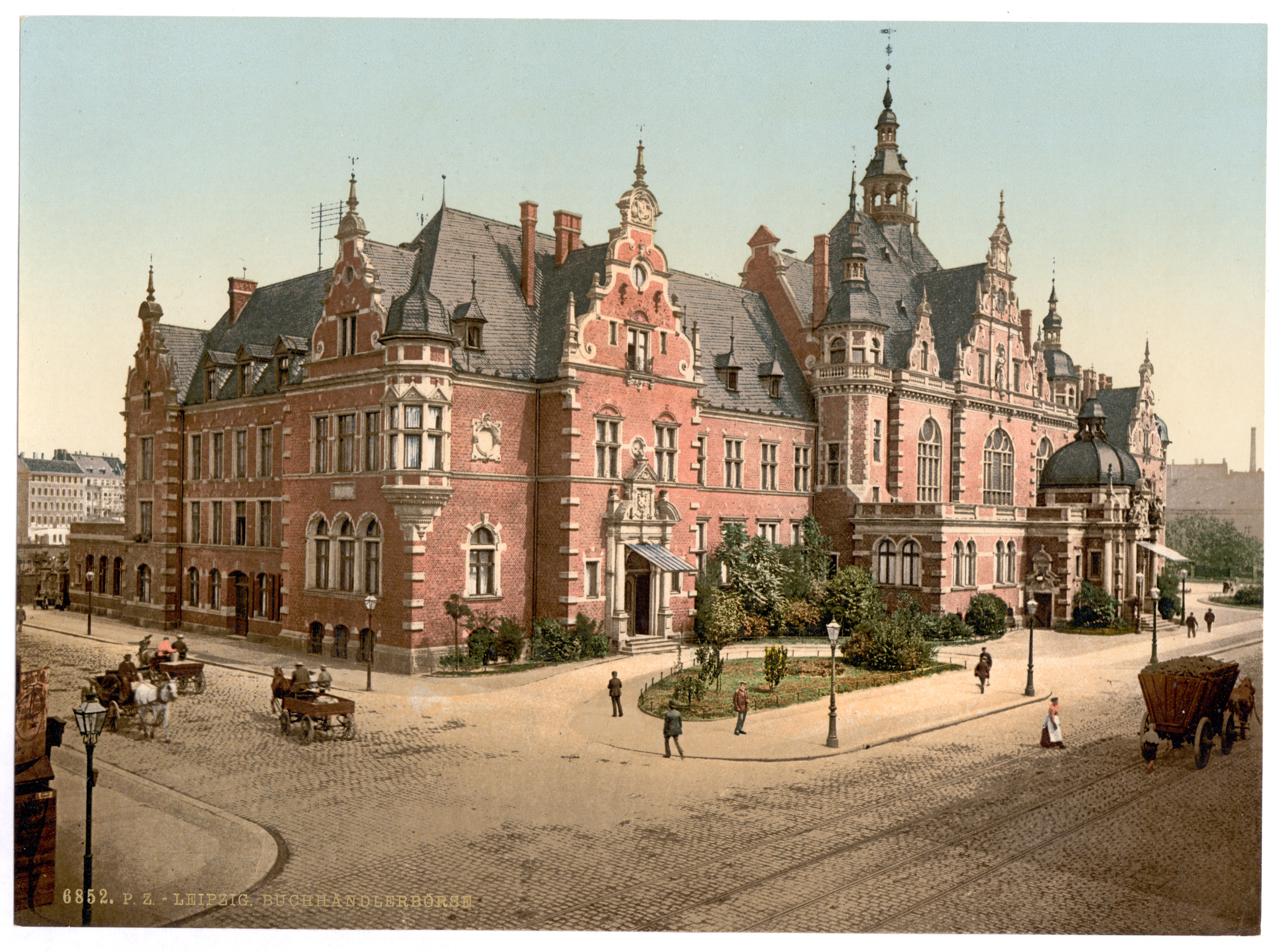
Deutsches Buchhändlerhaus (um 1900)

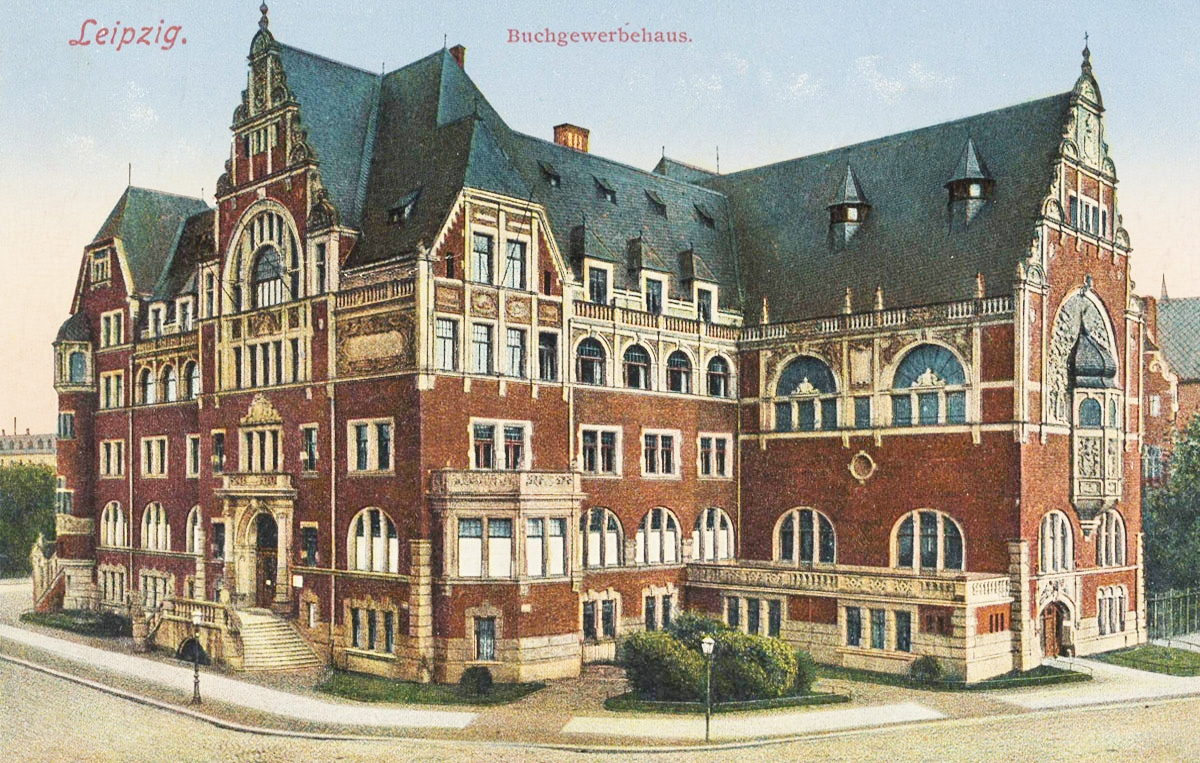
Deutsches Buchgewerbehaus (um 1900)

Verlagshaus Johann Jakob Weber (1909)

Das Graphische Viertel entstand durch die Ansiedlung von Unternehmen der Buchindustrie und von Verlagen und war bis etwa 1900 ausgebildet. Zu den ersten Verlagen gehörten der älteste Musikverlag der Welt Breitkopf & Härtel (gegründet 1719), C. F. Peters (1800) und der Friedrich Hofmeister Musikverlag (1807). Weitere bekannte Unternehmen waren der B. G. Teubner Verlag, der F. A. Brockhaus Verlag, der Verlag Philipp Reclam jun., Koehler & Amelang, der Oscar Brandstetter Verlag, der Verlag Otto Spamer, der Kurt Wolff Verlag, der J. C. Hinrichs Verlag, das Bibliographische Institut, der Verlag Carl Gottlieb Röder, E. A. Seemann, der Buchhändler Friedrich Volckmar, die Druckerei Giesecke & Devrient, die Englische Kunstanstalt A. H. Payne, die Graphische Kunstanstalt H. F. Jütte, der Druckmaschinenunternehmer Karl Krause, die Großbuchbindereien H. Sperling und E. A. Enders, die Druckmaschinenfabrik und Schriftgießerei Schelter & Giesecke und der Papierhändler Sieler & Vogel. 1888 wurde das Deutsche Buchhändlerhaus als Sitz des Börsenvereins der Deutschen Buchhändler eingeweiht und von 1898 bis 1901 das Deutsche Buchgewerbehaus als Sitz des Deutschen Buchgewerbevereins erbaut. Ab 1894 wurde von der Buchdruckerei G. Heinisch die Leipziger Volkszeitung hergestellt.
Insgesamt waren im Leipziger Stadtadressbuch im Jahr 1900 über 2.200 Unternehmen des Buchhandels und des Buchgewerbes verzeichnet, darunter 848 Verlage und Buchhandlungen, 113 Musikalienhandlungen, 44 Antiquariate, 201 Buchbindereien und 189 Druckereien. Etwa 95 Prozent dieser Unternehmen waren innerhalb des Graphischen Viertels angesiedelt.
Das Graphische Viertel wurde im Zweiten Weltkrieg bei zwei Bombenangriffen am 4. Dezember 1943 und am 27. Februar 1945 zu mehr als 70 Prozent zerstört. Betroffen waren etwa eintausend Unternehmen. Bei einem Anlagenwert von etwa 216 Millionen Reichsmark betrug der Schaden etwa 162 Millionen Reichsmark. Es verbrannten geschätzt 50 Millionen Bücher, darunter allein 1,5 Millionen Bände des Fockschen Antiquariats.

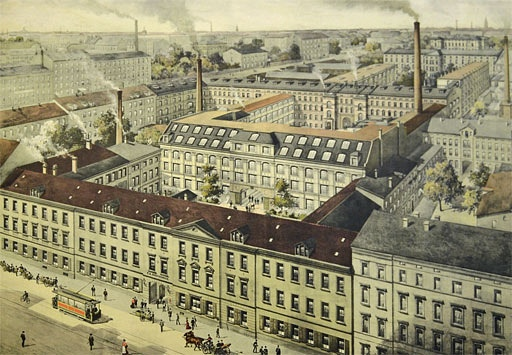
Ehemaliges Brockhaus-Karree (um 1900), heute an dieser Stelle das Brockhaus-Zentrum

Nach dem Zweiten Weltkrieg verlegten viele der ursprünglich im Graphischen Viertel ansässigen Unternehmen ihren Sitz nach Westdeutschland, einige führten nach der Enteignung ihre Tätigkeit als Volkseigener Betrieb (VEB), Betrieb mit staatlicher Beteiligung (BSB), unter Treuhandverwaltung oder unter anderem Namen fort. Dazu gehörten VEB Breitkopf & Härtel, VEB Edition Peters, VEB Friedrich Hofmeister Musikverlag, VEB Brockhaus Leipzig, VEB Bibliographisches Institut, BSB B. G. Teubner Verlagsgesellschaft, der Reclam-Verlag und die Offizin Andersen Nexö. 1963 verlegte der Urania-Verlag seinen Firmensitz von Jena hierher.
Das Graphische Viertel wurde nach dem Krieg teilweise wieder aufgebaut, die Bausubstanz in DDR-Zeiten allerdings mehr und mehr vernachlässigt. Nach der Wende kam es zu einer Wiederbelebung des Graphischen Viertels durch Wieder- und Neuansiedlung von Unternehmen sowie durch Sanierungen und Neubauten.
1991 erfolgte die Rückübertragung des Stammhauses von Breitkopf & Härtel an den Verlag, der seitdem als „Breitkopf & Härtel – Wiesbaden, Leipzig, Paris“ firmierte. Von 1996 bis 2016 hatte der Friedrich Hofmeister Musikverlag seinen Hauptsitz im Graphischen Viertel, Edition Peters verlegte seinen Hauptsitz 2014 nach Leipzig.

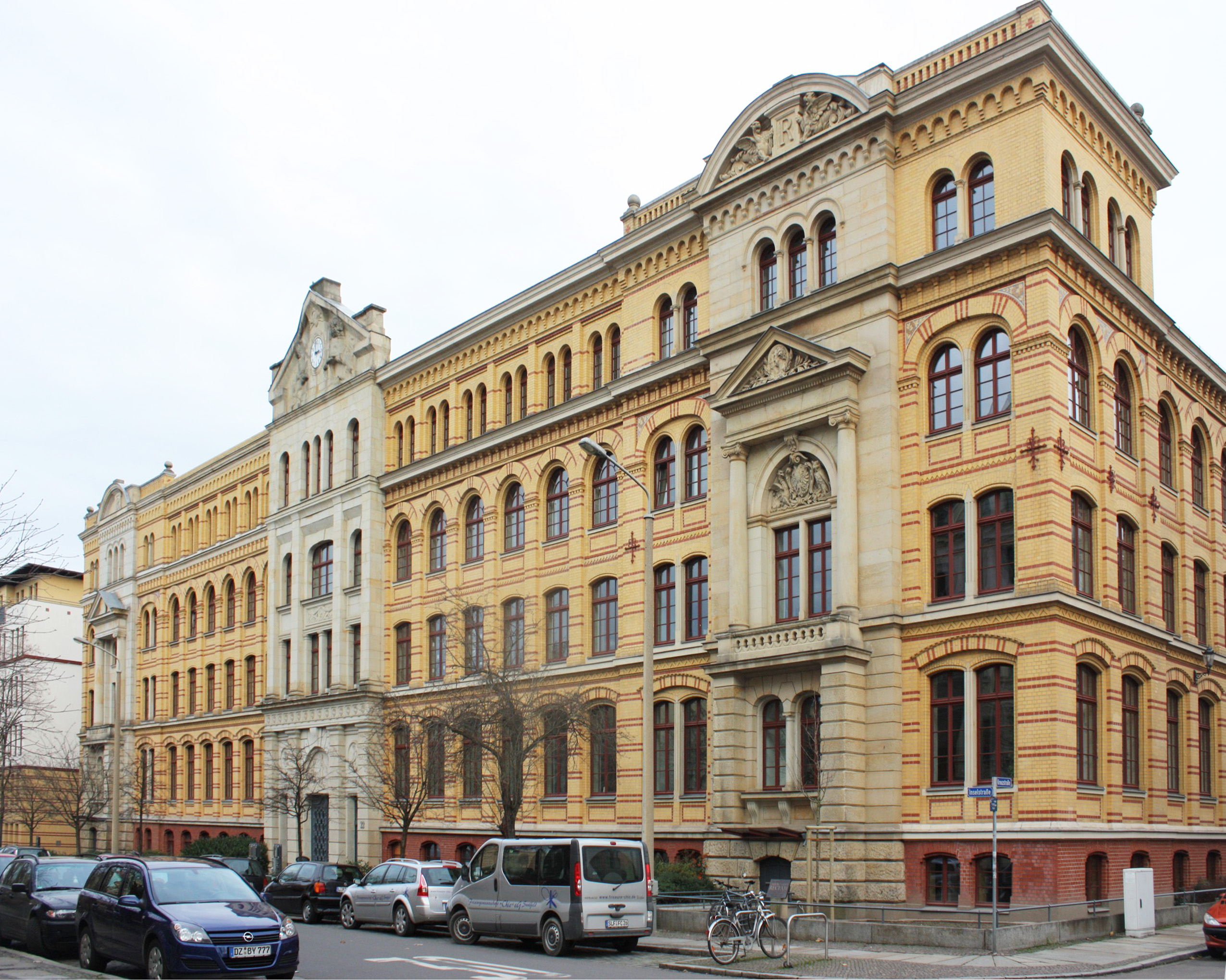
Das ehemalige Stammhaus des Reclam-Verlags (2009)

Von 1993 bis 1995 wurde das Brockhaus-Zentrum erbaut, später der Listbogen und die Gutenberg-Galerie. Das Reclamgebäude wurde saniert und beherbergt heute unter anderem eine Niederlassung der UFA Fiction sowie das Max-Planck-Institut für Mathematik in den Naturwissenschaften. Am 4. Dezember 1993, dem 50. Jahrestag der Zerstörung des Graphischen Viertels, erfolgte an der Stelle des Deutschen Buchhändlerhauses der erste Spatenstich für den Bau des Haus des Buches. Es wurde 1996 eröffnet, seit 2005 befindet sich in ihm das Literaturhaus Leipzig. 2018 wurde gegenüber dem ehemaligen Reclam-Verlagsgebäude das Reclam-Museum eröffnet.
Zum Graphischen Viertel gehören neben Gebäuden des Druck- und Verlagsgewerbes auch weitere Gebäude wie das Schumann-Haus und Villen von Fabrikanten und Verlegern wie die Villa Schröder im Seeburgviertel und die Villa Weber am Marienplatz.
Das Graphische Viertel gehört zur Unesco-Initiative Leipziger Notenspur.
Heute wird meist ein gegenüber dem historischen Bereich kleineres Quartier in Zentrum-Ost als Graphisches Viertel bezeichnet, das auch in Planungen der Stadtverwaltung so genannt wird. Es wird von der Dresdner Straße, der Salomonstraße, der Chopinstraße, der Reudnitzer Straße, der Kohlgartenstraße, der Ranftschen Gasse und der Ludwig-Erhard-Straße begrenzt.